# 枫丹莱塞什
方丹莱塞什（法語：Fontaines-les-Sèches，法語發音：[fɔ̃tɛn le sɛʃ]）是法国科多尔省的一个市镇，位于该省西北部，接壤约讷省，属于蒙巴尔区。

## 地理
方丹莱塞什（47°46'45"N, 4°21'12"E）面积13.52 平方千米，位于法国勃艮第-弗朗什-孔泰大區科多尔省，该省份为法国中东部省份，北起奥布省，西接涅夫勒省和约讷省，南至索恩-卢瓦尔省，东南接汝拉省，东临上索恩省，东北部与上马恩省接壤。
与方丹莱塞什接壤的市镇（或旧市镇、城区）包括：莱涅、萨瓦西、韦尔多内、内勒和马苏、瑞利、下塞讷瓦。
方丹莱塞什的时区为UTC+01:00、UTC+02:00（夏令时）。

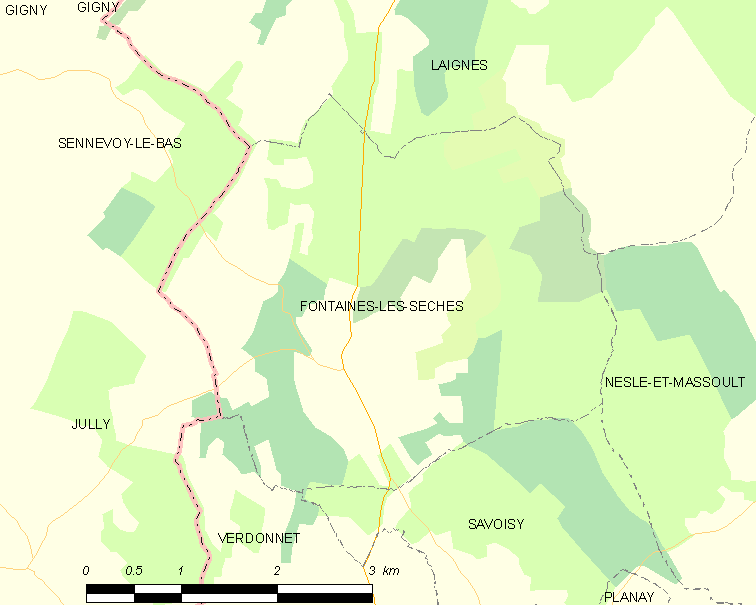
方丹莱塞什的OSM定位图

## 行政
方丹莱塞什的邮政编码为21330，INSEE市镇编码为21279。

## 政治
方丹莱塞什所属的省级选区为蒙巴尔县。

## 人口

1962-2008年间方丹莱塞什人口变化图示

方丹莱塞什于2022年1月1日时的人口数量为26人。